# Passiflora xishuangbannaensis
Passiflora xishuangbannaensis je biljka iz porodice Passifloraceae. Raste u Yunnanu, Kina.